# 狩野亮
狩野 亮（かのう あきら、1986年3月14日 - ）は、日本のチェアスキーヤー。

## 来歴・人物
北海道網走市出身。1994年に小学校3年生のとき登校中の自動車事故で脊髄を損傷、その後さまざまなスポーツを経験し、中学1年生のときスキーを始める。岩手大学福祉システム工学科で学び、現在はマルハンに所属している。冬季パラリンピックのアルペンスキー競技に2006年のトリノパラリンピックより4大会連続出場。2010年のバンクーバーパラリンピックでは男子座位スーパー大回転で金メダル、男子座位滑降で銅メダルを獲得した。
このバンクーバー大会の功績により、2010年6月10日、北海道栄誉賞を受賞した。
2014年3月8日、ソチパラリンピックのアルペンスキー男子滑降において、金メダルを獲得、日本人選手の金メダル第一号となった。2014年春の叙勲で紫綬褒章受章。

## 主な記録
- 2006年、トリノパラリンピック
  - 回転：途中棄権
  - 大回転：27位

- 2010年、バンクーバーパラリンピック
  - 回転：6位
  - 大回転：途中棄権
  - スーパー大回転： 金メダル
  - 滑降： 銅メダル
  - スーパーコンビ：途中棄権

- 2014年、ソチパラリンピック
  - 滑降： 金メダル
  - スーパー大回転： 金メダル[4]